# V570 Андромеды
V570 Андромеды (лат. V570 Andromedae) — одиночная переменная звезда в созвездии Андромеды на расстоянии (вычисленном из значения параллакса) приблизительно 5876 световых лет (около 1801 парсека) от Солнца. Видимая звёздная величина звезды — от +10,15m до +9,86m.

## Характеристики
V570 Андромеды — оранжевый гигант, пульсирующая медленная неправильная переменная звезда (LB) спектрального класса F. Радиус — около 61,84 солнечных, светимость — около 644,754 солнечных. Эффективная температура — около 3699 K.